# Darvasi István
Darvasi István (Debrecen, 1920. augusztus 13. – Budapest, 1994. július 29.) magyar újságíró, publicista, szerkesztő, politikus, 1968-tól 1984-ig a Magyar Hírlap alapító főszerkesztője, 1963 és 1985 között országgyűlési képviselő.

## Élete
Darvasi Sándor és Steiner Paula gyermekeként született zsidó családban. Apja magántisztviselő és kisiparos volt. Érettségi után lakatosnak tanult, majd a debreceni kefegyárban kezdett dolgozni segédmunkásként. 1939-ben az illegális kommunista párt tagja lett, ezért 1940-ben letartóztatták, majd szabadulása után munkaszolgálatra vitték. Innen megszökött és Lengyelországba ment, ahol részt vett a partizánok tevékenységében. A második világháború után belépett a Magyar Kommunista Pártba, később az MDP és az MSZMP tagja lett. A Politikai Rendészeti Osztályhoz irányították, majd a Belügyminisztérium Államvédelmi Osztályának munkatársa lett, végül az Államvédelmi Hatóság tisztje volt, őrnagyi rendfokozatot viselt. 1950-ben indoklás nélkül elbocsátották, ezt követően a Belkereskedelmi Minisztérium munkatársa lett, majd 1951-től a Magyar Távirati Irodánál dolgozott a külpolitikai szerkesztőség helyettes vezetőjeként. Az 1956-os forradalom idején Lengyelországból tudósított, majd hazatérte után nem vett részt az MTI dolgozóinak sztrájkjában.
Szirmai István közeli munkatársaként 1957 tavaszától a Minisztertanács Tájékoztató Hivatalának elnökhelyettese, 1958-tól pedig az MSZMP KB Agitációs és Propaganda Osztály helyettes vezetője volt. A Fehér Könyvek szerkesztőbizottságának is tagja lett. Több külföldi útjára elkísérte Kádár Jánost, akinek rögtönzött beszédeit rendezte sajtó alá. 1963. február 24-től 1985. április 19-ig országgyűlési képviselő volt, előbb a Hazafias Népfront budapesti listájáról jutott a parlamentbe, majd 1967-től Budapest 18. számú egyéni választókerületét, 1975-től Budapest 19. számú egyéni választókerületét képviselte. Az Interparlamentáris Unió és alelnöke és az Országgyűlés külügyi bizottságának tagja volt. E tisztségében 1977 augusztusában Huszár István és Nagy János társaságában fogadta Budapesten Joe Biden amerikai szenátort, az Amerikai Egyesült Államok későbbi elnökét. 1968-ban a Minisztertanács napilapjaként alapított Magyar Hírlap főszerkesztője lett, egészen 1984-es nyugdíjazásáig vezette az újságot. 1994-ben hunyt el Budapesten.

## Díjai, elismerései
- Jugoszláv Zászlórend vállszalaggal (1965)[8]
- Munka Érdemrend arany fokozata (1968)[9]
- Szocialista Magyarországért Érdemrend (1980)[10]
- Magyar Népköztársaság Zászlórendje (1984)[11]
- Aranytoll (1988)[12]